# Ropica shortlandensis
Ropica shortlandensis är en skalbaggsart som beskrevs av Stefan von Breuning 1966. Ropica shortlandensis ingår i släktet Ropica och familjen långhorningar. Inga underarter finns listade i Catalogue of Life.